# Кавказ — 2020

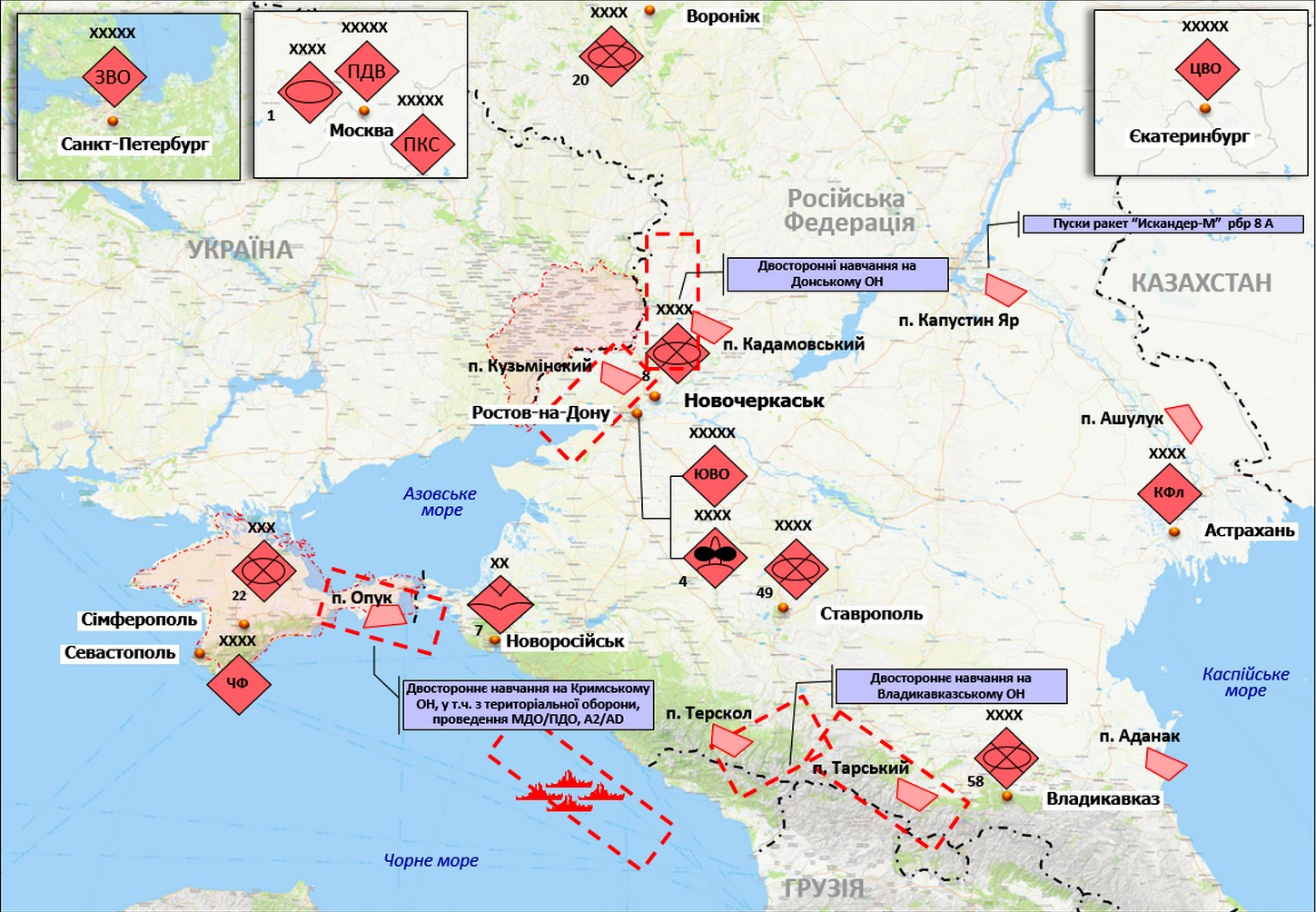
Карта учений

Стратегическое командно-штабное учение «Кавказ-2020» — это военные учения Вооружённых Сил Российской Федерации, прошедшие с 21 по 26 сентября 2020 года. Крупнейшие российские войсковые учения 2020 года.
В ходе учений было отработано применение группировок войск коалиции государств при обеспечении военной безопасности юго-запада Российской Федерации. В учениях также приняли участие Армения, Белоруссия, Китай, Мьянма, Пакистан и Иран.

## Общая информация
Учение «Кавказ-2020» — это завершающий этап комплекса мероприятий оперативной (боевой) подготовки Вооруженных Сил Российской Федерации в 2020 году. В ходе учения отрабатывалось применение группировок войск (сил) коалиции государств при обеспечении военной безопасности на юго-западе Российской Федерации.
По словам министра обороны РФ, на учениях ВДВ впервые десантировали из самолетов сразу десять боевых машин. Также участники учений отработали способы уничтожения «джихад-мобилей», подсказанные опытом, полученным в Военной операции России в Сирии.

### Место проведения
Основные действия войск проходили на полигонах ЮВО:
- Прудбой, Ашулук, Капустин Яр

- Наземные авиационные полигоны Арзгирский и Копанско

- Акватории Черного и Каспийского морей

### Численность сил и техники
В учениях предполагалось задействовать около 80 тыс. человек, до 250 танков, 450 БМП и БТР и до 200 артсистем и РСЗО. Согласно данным украинской разведки, Россия задействовала более 100 тысяч военных, 3000 единиц бронетехники, 500 самолетов и вертолетов, а также корабли и подводные лодки.
Для отработки совместных действий в составе группировок войск на учения приглашены воинские формирования от Армении, Белоруссии, Китая, Мьянмы, Пакистана, всего — до 1000 иностранных военнослужащих.
Представители Азербайджана, Казахстана, Таджикистана, Индонезии, Ирана и Шри-Ланки планировали присутствовать в роли наблюдателей.
Из планировавшихся 80 тыс. человек (в их числе соединения и части боевого, тылового и технического обеспечения, а также соединения ПВО, ВМФ и специальных войск (Росгвардии и МЧС)) максимальное количество привлекаемого личного состава воинских частей, попадающих под действие Венского документа 2011 года, на учении, проводимом под единым оперативным командованием, составит до 12900 военнослужащих.

### Международная реакция
«Грузинская делегация расценила этот факт как грубое нарушение Россией норм международного права, Хельсинкского Заключительного акта и Соглашения о прекращении огня от 12 августа 2008 года, подписанного при посредничестве ЕС. По заявлению грузинской стороны, агрессивные и провокационные действия России создают угрозу безопасности и вызывают дестабилизацию в регионе», отметили в МИД Грузии.

### Происшествия, связанные с учениями
- Сбитие СУ-30 на учениях под Тверью[4] —  событие с истребителем СУ-30М2 ВКС России, произошедшее 22 сентября. Самолёт-истребитель СУ-30М2 из 790-го истребительного авиационного полка ВКС России во время учебного воздушного боя был сбит по ошибке очередью из 30 мм авиационной пушки ГШ-30-1 истребителем этого же полка СУ-35С недалеко от Твери. В результате инцидента самолет упал и разбился, два члена его экипажа катапультировались и уцелели. По итогам происшествия были возбуждены уголовные дела статье 351 УК РФ[5] против обслуживавших сбивших его истребитель СУ-35С техников Эрбеткина и Соломинцева и пилотировавшего его пилота- майора Василия Савельева.
- Падение ракеты ЗРК С-400 при пуске[6][7] — Ракета зенитного комплекса С-400 упала рядом с российскими военными в Астраханской области. Ракета вышла из пускового контейнера, но почему-то не полетела дальше, а зависла в воздухе на высоте примерно тридцати метров, видимо, не включился маршевый двигатель. Взрыва не произошло, но военные спрятались за техникой[8].
- БМП-2 на учениях случайно подбил танк Т-90А.[9] С БМП-2 был произведён выстрел из ПТРК «Конкурс» в борт танка Т-90А. При попадании в бортовую проекцию произошло возгорание топливных баков и резиновых экранов. Попадание было в правый задний угол башни, где нет никакой динамической защиты. Снаряд не сумел пробить броню танка, однако танк серьезно обгорел. Единственным пострадавшим был командир танка (получил ожоги лица и рук).[10]
- Возгорание ЗИЛ-131 во время транспортировки в Саратовской области. Инцидент произошел на 120-м км Приволжской железной дороги. Автомобиль полностью сгорел, поезд совершил остановку для ликвидации возгорания. В результате инцидента никто не пострадал[11][12].

### Выводы учений
Войска в ходе учений «Кавказ-2020» отработали на «отлично», заявил министр обороны РФ генерал армии Сергей Шойгу: «Созданная коалиционная группировка показала отличные результаты при выполнении задач по разрешению вооруженных конфликтов, связанных с противодействием терроризму». Оказывается, в ходе учений отрабатывались новые способы межвидовых действий войск в усложнённой обстановке современного вооружённого конфликта. По словам Шойгу, войска продемонстрировали умение применять высокоточные средства поражения, новые системы разведки и радиоэлектронной борьбы, средства автоматизации процессов управления войсками и оружием, а также разведывательные и информационно-управляющие системы, а сами комплексы и системы показали высокую эффективность.